# بوسی
بوسی روستایی در دهستان مصعبی بخش آیسک شهرستان سرایان استان خراسان جنوبی ایران است. بر پایه سرشماری عمومی نفوس و مسکن در سال ۱۳۹۰ جمعیت این روستا ۱۱ نفر (در ۵ خانوار) بوده است.